# Каскад Україна
Каскад Україна або Cascade Ukraine — кінодистриб'ютор заснований у січні 2001 року як підрозділ російської компанії «Каскад Фильм». З 2001 по 2007 компанія володіла правами на прокат фільмів кінокомпанії Sony Pictures Releasing International (студії Columbia Pictures, Sony Pictures тощо) на території України; з 2007 офіційним прокатником Columbia Pictures/Sony в Україні є B&H Film Distribution.
З 2007 року, коли компанія втратила права на прокат стрічок Sony, компанія є кінодистриб'ютором незалежних кіностудій. За підсумками 2011 року, частка компанії на кіно-дистриб'юторському ринку була 0,66 %.

## Історія
З 2001 по 2007 роки компанія була непрямим дистриб'ютором фільмів Sony Pictures/Columbia Pictures (компанія перекуповувала права на кінопоказ стрічок Sony Pictures/Columbia Pictures у російського дистриб'ютора Каскад). 2006 року, коли в Україні запроваджували обов'язковий дубляж українською для кінопрокату, філія російської компанії «Каскад» виступала проти впровадження українського дубляжу в кінотеатрах. У 2007 році офіційним прокатником Columbia Pictures/Sony в Україні став B&H Film Distribution. Останнім фільмом Sony прокатом якого в Україні займалася« Каскад Україна» став фільм «Казино Рояль» (2006).
За підсумками 2011 року, частка компанії на кіно-дистриб'юторському ринку становила 0,66 %.

## Логотип

Логотип до 2011 року
Варіант логотипу російською після 2011 року
Варіант №2 логотипу російською після 2011 року
Варіант логотипу українською після 2011 року